# 下田光造
下田 光造（しもだ みつぞう、明治18年（1885年）3月14日 - 昭和53年（1978年）8月25日）は、日本の医学者、精神科医。鳥取大学・九州大学名誉教授。俳号鳥城。

## 経歴
1885年、鳥取県八頭郡佐貫村和奈見（現・鳥取市河原町和奈見）に生まれた。下田彌平の二男、同勘次の弟。
旧制鳥取中学校（現・鳥取県立鳥取西高等学校）、旧制第四高等学校を経て、明治44年（1911年）東京帝国大学医科大学を卒業し、母校の精神科教室に入局。大正8年（1919年）兄勘次方より分家する。
大正10年（1921年）慶應義塾大学医学部の創立に尽力して教授となり、同年医学博士の学位を得る。ドイツほか西欧に留学。大正14年（1925年）九州帝国大学医学部の精神病学教室の主任教授となり、昭和16年（1941年）同医学部長となる。米子医学専門学校の創立に参画した。
1945年には米子医学専門学校の初代校長となり、後身の米子医科大学初代学長、鳥取大学第2代学長を務めた。

## 業績
下田の研究は、脳の組織病理、躁鬱（そううつ）病に対する持続睡眠療法の創意などで、国内外にその名を知られた。鳥大医学部育ての親。米子市名誉市民。勲二等旭日重光章。日本におけるうつ病の病前性格として世界に先駆けて「執着気質（immodithymia）」を発表したことなど、日本の精神医学界に大きな足跡を残した。また、禅など東洋の文化を精神療法へ広く取り入れるとともに東京大学同門の先輩に当たる森田正馬が始めた森田療法を高く評価し、積極的に治療に組み入れた。

## 人物
趣味は読書、釣魚。宗教は真宗。

## 家族・親族
政治家下田勘次の弟。実業家・政治家田中信義の兄。

### 下田家
（鳥取県八頭郡佐貫村和奈見（現鳥取市河原町））
- 父・彌平[7]
- 兄・勘次（政治家）

明治8年（1875年）生 - 昭和14年（1939年）没
- 弟・信義（農業、政治家、実業家）

明治22年（1889年）3月生 - 昭和35年（1960年）4月没
- 妻・しな（東京、浅野信次郎姉[4]）

明治13年（1880年）3月生 - 没
- 養子（鳥取、中谷龜治孫[4]）

大正10年（1921年）1月生 -

### 略系図
|          |          |          |          |          |          |  |  | 下田彌平 |          |          |          |          |          |  |  |  |  |          |          |          |          |          |          |  |  |      |      |      |      |      |      |  |  |  |  |
|          |          |          |          |          |          |  |  |          |          |          |          |          |          |  |  |  |  |          |          |          |          |          |          |  |  |      |      |      |      |      |      |  |  |  |  |
|          |          |          |          |          |          |  |  |          |          |          |          |          |          |  |  |  |  |          |          |          |          |          |          |  |  |      |      |      |      |      |      |  |  |  |  |
|          |          |          |          |          |          |  |  |          |          |          |          |          |          |  |  |  |  |          |          |          |          |          |          |  |  |      |      |      |      |      |      |  |  |  |  |
| 下田勘次 | 下田勘次 | 下田勘次 | 下田勘次 | 下田勘次 | 下田勘次 |  |  | 田中信義 | 田中信義 | 田中信義 | 田中信義 | 田中信義 | 田中信義 |  |  |  |  | 下田光造 | 下田光造 | 下田光造 | 下田光造 | 下田光造 | 下田光造 |  |  | しな | しな | しな | しな | しな | しな |  |  |  |  |
| 下田勘次 | 下田勘次 | 下田勘次 | 下田勘次 | 下田勘次 | 下田勘次 |  |  | 田中信義 | 田中信義 | 田中信義 | 田中信義 | 田中信義 | 田中信義 |  |  |  |  | 下田光造 | 下田光造 | 下田光造 | 下田光造 | 下田光造 | 下田光造 |  |  | しな | しな | しな | しな | しな | しな |  |  |  |  |

## 著書
- 『最新精神病学』 下田光造、杉田直樹共著 克誠堂 1922[8]
- 『異常児論  第5版』 大道学館出版部 1930[8]
- 『精神衛生講話』  岩波書店 1942[8]
- 『下田精神鑑定集』 鳥城会 1973[8]

## 参考
- 日本人名大辞典
- 『鳥取県大百科事典』（編集・新日本海新聞社鳥取県大百科事典編集委員会）1984年 412-413頁
- 鳥取県教育委員会編集　『鳥取県郷土が誇る人物誌』　第一法規出版株式会社　1990年 307-309頁